# Дом-музей К. Г. Паустовского (Старый Крым)
Дом-музей К. Г. Паустовского в Старом Крыму — отдел литературно-художественного музея Крымское республиканское учреждение «Коктебельский эколого-историко-культурный заповедник» (КРУ «Коктебельский ЭИКЗ») «Киммерия М. А. Волошина», посвящённый известному советскому писателю Константину Паустовскому.

## Предыстория создания музея

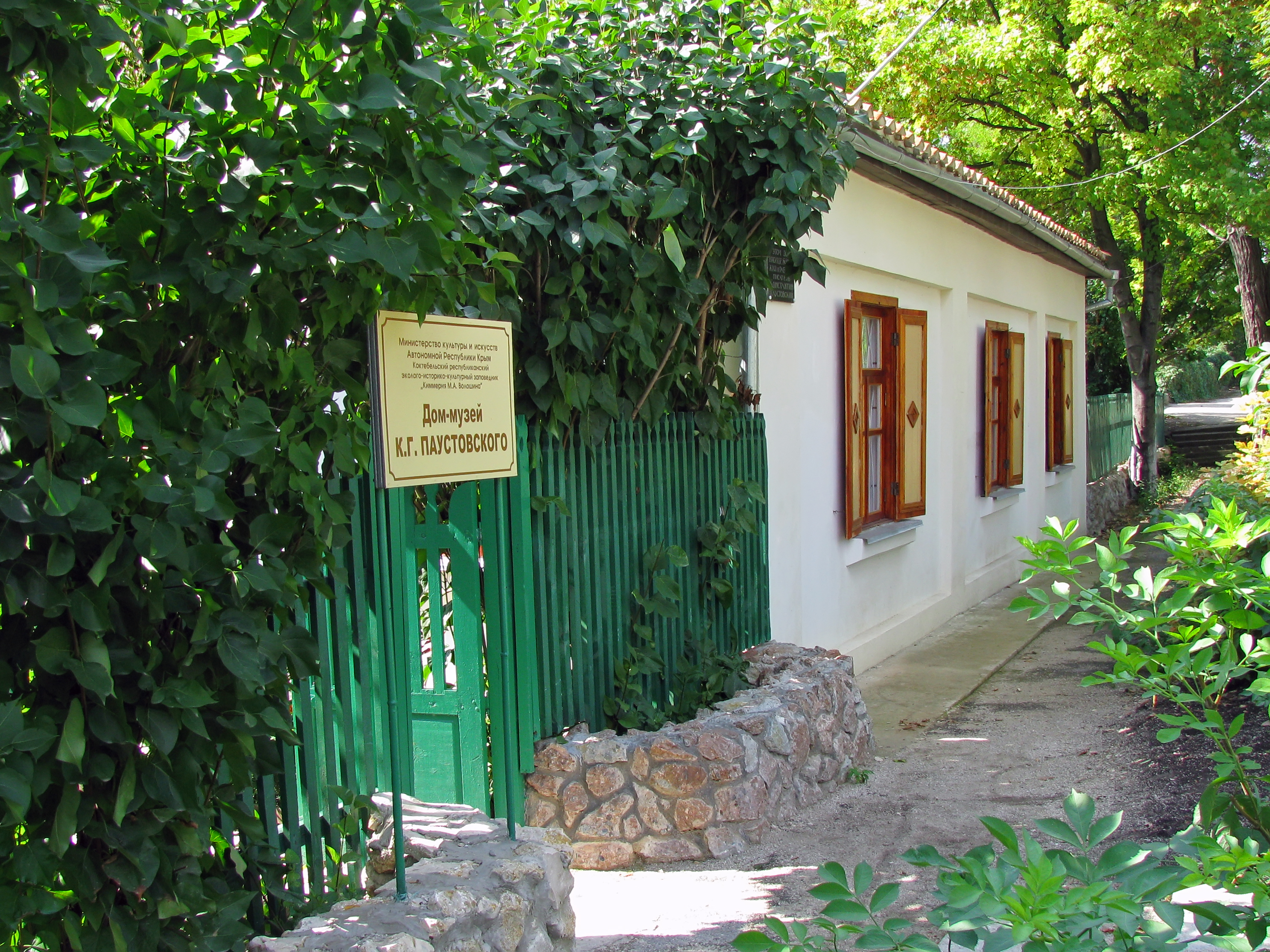

В Старый Крым Паустовский впервые приехал в 1934 году специально — увидеть город, в котором творил Александр Грин, поклониться его могиле, поскольку незадолго перед этим (в 1932 году) Грин скончался. Известны три адреса, по которым останавливался Паустовский: улица Карла Либкнехта, д. 31 и д. 39, улица Суворова, д. 133.
К. Г. Паустовский был поклонником творчества А. С. Грина, произведения которого открыл для себя ещё гимназистом. Однажды, летом 1924 года, Паустовскому посчастливилось и живьём увидеть великого писателя-романтика в редакции московской газеты «На вахте» и эта встреча произвела на Константина — начинающего в ту пору литератора — огромное впечатление.

## История
Музей создан по инициативе Надежды Семеновны Садовской. Дочерью Н. С. Садовской — Александрой — на личные средства был приобретён дом и передан в дар музею.
Открытие музея состоялось 23 августа 2005 года (к 125-летию со дня рождения А. С. Грина) в доме, куда в 1949 году приехал Паустовский со своей будущей женой Т. А. Евтеевой. Они сняли две изолированные комнаты у хозяйки дома — медицинского работника Веры Романовны Олейниковой (Рутковской).

## Мероприятия
Ежегодный слёт почитателей творчества писателя «Соранг» в последнее воскресенье мая.